# Jaime Mayor Oreja

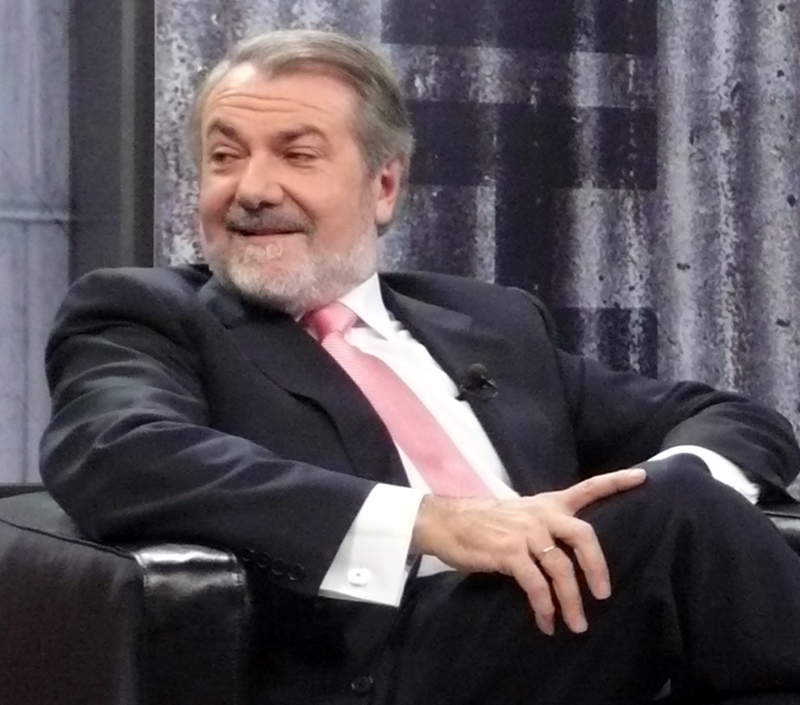
Jaime Mayor Oreja (2009)

Jaime Mayor Oreja [xˈajme maˈjoɾ oˈɾexa] (* 12. Juli 1951 in San Sebastián, Spanien) ist ein spanischer Politiker (PP) und seit 2004 Mitglied des Europäischen Parlaments in der Fraktion EVP-ED. Zuvor war er unter anderem Abgeordneter im spanischen Parlament sowie von 1996 bis 2001 spanischer Innenminister.

## Familiäre Herkunft
Jaime Mayor Oreja stammt aus einer Familie baskischer Unternehmer und Politiker. Sein Großvater Marcelino Oreja Elósegui war in den 1930er Jahren Abgeordneter für eine carlistische Partei, mehrere Großonkel gehörten während des Franquismus den damaligen Cortes (Ständeparlament) an. Außerdem ist er Neffe von Marcelino Oreja Aguirre, der während des spanischen Übergangs zur Demokratie Mitglied der UCD, 1976–80 spanischer Außenminister sowie 1994–99 EU-Kommissar für Energie und Verkehr war.

## Politische Karriere

### Frühphase
Nach einem Studium der Agrarwissenschaften trat Jaime Mayor Oreja 1977 in die UCD ein, wo er Generalsekretär der Partei für die Provinz Gipuzkoa wurde. 1980 wurde er zunächst in das baskische Regionalparlament Eusko Legebiltzarra gewählt und übernahm wenige Monate später als Nachrücker für seinen Onkel Marcelino Oreja dessen Sitz im spanischen Parlament.
1982 wurde Mayor Oreja zum Regierungsbeauftragten für das Baskenland ernannt, verlor diesen Posten jedoch nach der Wahlniederlage der UCD im Herbst dieses Jahres. Nach dem Zerfall seiner Partei schloss sich Mayor Oreja 1982 zunächst der christdemokratischen Partei Partido Demócrata Popular (PDP) an, als deren Spitzenkandidat er 1984 ins baskische Regionalparlament gewählt wurde. Nachdem 1986 auch die PDP sich aufgelöst hatte, kündigte Mayor Oreja seinen vorläufigen Rückzug aus der Politik an.
1989 kehrte er in die Politik zurück, nachdem er von dem damaligen spanischen Oppositionsführer José María Aznar den Auftrag erhalten hatte, eine baskische Regionalorganisation der konservativen Partei Partido Popular (PP) aufzubauen. Außerdem wurde er PP-Wahlkampfleiter für die Europawahl 1989 und im selben Jahr wiederum ins spanische Parlament gewählt. Allerdings verzichtete er bereits ein Jahr später auf seinen Sitz, um als Spitzenkandidat der PP bei den Wahlen zum baskischen Parlament anzutreten, dem er bis 1996 angehörte.
1996 wurde er auf einem Parteitag zum Vizegeneralsekretär der PP ernannt und zog bei den Wahlen dieses Jahres erneut ins spanische Parlament ein. 

### Verhandlungen mit ETA als Innenminister
Nach dem Wahlsieg der PP 1996 wurde Mayor Oreja im ersten Kabinett unter José María Aznar zum Innenminister ernannt. Bereits wenige Wochen kündigte die baskische Terrororganisation ETA ein Waffenstillstandsangebot an und forderte die spanische Regierung auf, die Initiative zu einer politischen Lösung des baskischen Konfliktes zu ergreifen. Mayor Oreja lehnte dies ab und bezeichnete das Angebot der Organisation als eine „Waffenstillstandsfalle“ (tregua trampa); nach seiner Ansicht wollte ETA die Verhandlungen nur nutzen, um Zeit für eine Wiederbewaffnung zu gewinnen.
Am 16. September 1998 verkündete ETA abermals eine Waffenruhe, die in mehreren Treffen zwischen Vertretern der Organisation und der spanischen Regierung gipfelte. Auch diesmal äußerte sich Mayor Oreja skeptisch gegenüber einer möglichen Verhandlungslösung. Tatsächlich beendete ETA die als „unbegrenzt“ angekündigte Waffenruhe im November 1999 wieder.
2001 trat Mayor Oreja als Innenminister zurück, um erneut als Spitzenkandidat der PP bei den baskischen Regionalwahlen anzutreten. Sein Nachfolger wurde Mariano Rajoy.

### PP-Spitzenkandidat im Baskenland und Europaparlamentarier
Vor den baskischen Regionalwahlen 2001 hatte die PP unter Mayor Oreja auch die Unterstützung der sozialistischen PSOE gewonnen, um gegebenenfalls in einer Koalition die vorherige baskische Regierung unter Führung der Baskisch-Nationalistischen Partei PNV abzulösen. In der Folge verbesserte die PP ihre Ergebnisse deutlich und wurde zweitstärkste Fraktion nach der PNV, das Bündnis aus PP und PSOE verpasste jedoch die notwendige absolute Mehrheit.
Daraufhin zog sich Mayor Oreja aus der baskischen Politik zurück. 2004 wurde er kurzzeitig als möglicher Nachfolger José María Aznars als PP-Parteichef gehandelt; zuletzt fiel die Wahl jedoch auf Mariano Rajoy. Mayor Oreja trat stattdessen 2004 als Spitzenkandidat der PP bei den Europawahlen an. Im Europäischen Parlament wurde er Vizefraktionschef der christdemokratisch-konservativen EVP-ED-Fraktion.
Vor der Europawahl 2009 wurde er erneut zum PP-Spitzenkandidaten in Spanien ernannt.

## Politische Ausrichtung
Jaime Mayor Oreja gilt als Vertreter des Aznar-nahen, konservativen Flügels der PP und ist in der spanischen Politik vor allem durch seine Ablehnung des baskischen Nationalismus aufgefallen. Insbesondere lehnte er mögliche Verhandlungen mit der Terrororganisation ETA strikt ab. 
In Zusammenhang mit der von der PSOE-Regierung unter José Luis Rodríguez Zapatero initiierten Rehabilitierung der Opfer der Diktatur unter Francisco Franco gab Mayor Oreja 2007 ein Interview, in dem er sich weigerte, den Franquismus zu verurteilen und erklärte, über die Repression in der Zeit nach dem Spanischen Bürgerkrieg würden „unendliche Mythen“ verbreitet.
2013 besuchte er in Berlin die Führungspersonen der Initiative „Einer von uns“, die sich als Teil der Lebensschutz-Bewegung gegen Forschung mit embryonalen Stammzellen richtet.

## Auszeichnungen
- 1997: Großes Goldenes Ehrenzeichen am Bande für Verdienste um die Republik Österreich[3]